# Браво, Эулалия
Эулалия Браво (исп. Eulalia Bravo Bravo; 12 февраля 1913, Нопала-де-Вильягран, Идальго, Мексика) — мексиканская супердолгожительница, чей возраст подтверждён GRG и LQ. Является 36-м старейшим живущим жителем мира и старейшей живущей жительницей Мексики.

## Биография
Эулалиа Браво родилась в Нопала-де-Вильягран, Идальго, Мексика, 12 февраля 1913 года. Спустя несколько месяцев мать бросила её, оставив на попечении отца, с которым она провела первые годы своей жизни. Отец разводил свиней и продавал мясо, посещая близлежащие ранчо. Так как он много работал и не мог уделять ей много времени, то перевёз её в Нопалу, к двум своим сёстрам, Тринидад и Марии, оставив им на попечение. Когда ей было 11 лет, тёти вышли замуж и не могли заботиться о ней, поэтому Эулалия переехала к другой тёте, Викториане, которая была ей крёстной матерью. Однако, когда ей было 12 лет, её забрал к себе дядя Родриго в Данью. Там она работала в продуктовом магазине, которым владел её дядя. Спустя много лет вернулась её мать, желая вернуть дочь, но родственники ей этого не позволили. Эулалия училась дома с репетиторами, так как семья решила не отдавать её в школу. Она жила с дядей до 28 лет, называя его "отцом".
В 1940 году, в возрасте 27 лет, Эулалия забеременела, и семья решила отвезти её в Селайю, Гуанахуато, где ей должны были помочь при родах. Там родилась её первая дочь, Амалия, а спустя 5 лет вторая дочь, Мария дель Кармен. Отца не было рядом, поэтому она одна воспитывала дочерей. В возрасте 30 лет она переехала в Сан-Луис-Потоси с двумя дочерьми, где устроилась на работу в другой продуктовый магазин после того, как встретила торговца, с которым ранее познакомилась, работая у своего дяди. Перед отъездом в Сан-Луис-Потоси Эулалия встретила Мануэля Фернандеса Медину, который стал её будущим мужем. Они поженились 29 января 1950 года в приходе Санта-Ана-Керетаро. На тот момент ей было 36 лет, а её мужу — 52 года. Её третий ребёнок, сын по имени Мануэль, родился в 1950 году. У пары было еще трое детей: Рауль, Елена и Иоланда. 
По словам её семьи, Эулалия была трудолюбивой, она вносила вклад в расходы по дому, выращивала животных на продажу, шила одежду, делала матрасы, продавала уголь, а позже открыла свой магазин. В 1970 году она закрыла его. В 1984 году умер её муж Мануэль в возрасте 90 лет.  Ей было на тот момент 71 год. Она поставила себе цель обеспечить своим детям профессиональную карьеру и стабильное будущее, поэтому она продолжала работать после смерти мужа. Она научилась шить вручную для своей семьи и на продажу. К 100 годам она перестала шить по рекомендациям врача.
В 107 лет она получила вакцину от COVID-19.
В возрасте 111 лет у неё было 13 внуков, 20 правнуков и 10 праправнуков.
Эулалия Браво в настоящее время живет в Пачука-де-Сото, Идальго, Мексика.

## Рекорды долголетия
- 12 февраля 2023 года она отпраздновала свой 110-й день рождения и стала супердолгожителем.
- 9 января 2024 года её возраст был проверен и подтвержден GRG.
- 17 марта 2024 года стала старейшим известным жителем Мексики после смерти 111-летней Транкилины Уррутии Роке.